# Hyloxalinae
Hyloxalinae Grant, Frost, Caldwell, Gagliardo, Haddad, Kok, Means, Noonan, Schargel, and Wheeler, 2006 è una sottofamiglia di anfibi Anuri appartenente alla famiglia dei Dendrobatidi.

## Distribuzione
Le specie di questa sottofamiglia si trovano in Venezuela, Colombia, Ecuador, Perù e Bolivia.

## Tassonomia
La sottofamiglia fino alla revisione di Grant et al. del 2017 comprendeva solo il genere Hyloxalus. In seguito a questo lavoro alcune specie di altri generi sono state rinominate e la famiglia ora comprende 73 specie raggruppate in 3 generi:

- Ectopoglossus Grant, Rada, Anganoy-Criollo, Batista, Dias, Jeckel, Machado, and Rueda-Almonacid, 2017 (7 sp.)
- Hyloxalus Jiménez de la Espada, 1870 (63 sp.)
- Paruwrobates Bauer, 1994 (3 sp.)